# Richard de Percy

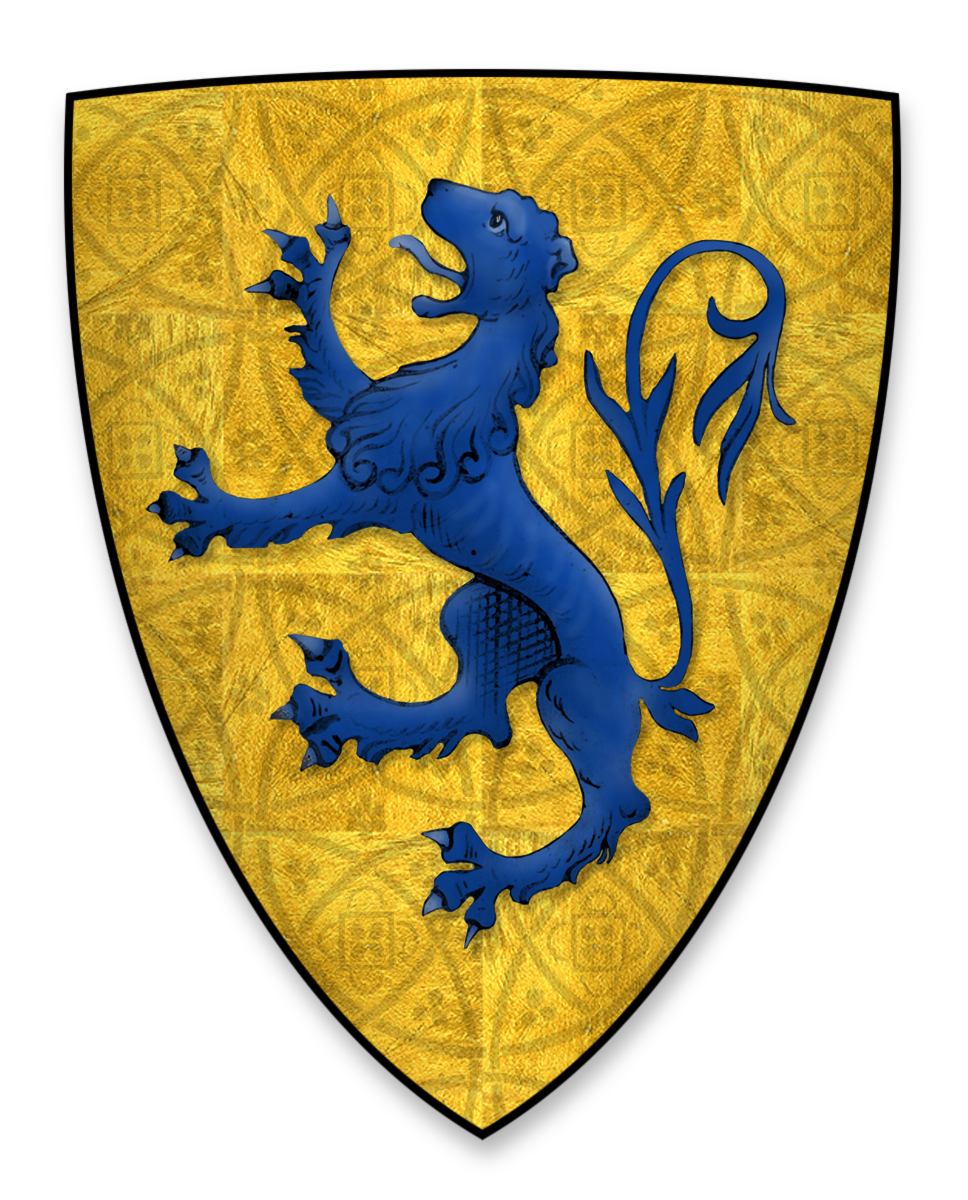
Wappen von Richard de Percy

Richard de Percy (* vor 1181; † vor 18. August 1244) war ein englischer Adliger und Rebell. Er gehörte der Adelsopposition an, unter deren Druck König Johann Ohneland 1215 die Magna Carta anerkannte.

## Herkunft
Richard war der zweite Sohn von Joscelin von Löwen, einem jüngeren Sohn von Herzog Gottfried VI. von Niederlothringen, und von Agnes de Percy, der Erbin der ursprünglichen Familie Percy. Sein Vater war ein Halbbruder von Adelheid von Löwen, der zweiten Frau des englischen Königs Heinrich I., er starb 1180. Richard wird erstmals 1181 erwähnt. Sein älterer Bruder Henry de Percy starb bereits vor 1198, er hinterließ mit William de Percy († 1245) einen minderjährigen Erben. Zu Beginn der Herrschaft von König Johann Ohneland nahm Richard an mehreren Feldzügen des Königs in Frankreich teil. Als seine Mutter um 1202 starb, nutzte er die Minderjährigkeit seines Neffen und besetzte die Ländereien seiner Mutter. Nach dem Tod seiner Tante Matilda de Percy um 1204 konnte er einen weiteren kleinen Teil des Percy-Erbes an sich bringen, der Großteil ihrer Besitzungen fiel jedoch an seinen Neffen William. Als dieser 1214 volljährig wurde, beanspruchte er die Besitzungen, die Richard 1202 besetzt hatte. In der Folge kam es zwischen den beiden zu einem langwierigen Rechtsstreit, der erst 1234 mit einem Ausgleich beendet wurde.

## Rebell gegen den König
Als sich um 1214 eine Gruppe von nordenglischen Baronen gegen Johann Ohneland zusammenschloss, schloss sich Richard ihnen an und verweigerte 1214 nicht nur seine Teilnahme am Feldzug des Königs ins Poitou, sondern auch die Zahlung des Schildgelds. Im Juni 1215 wurde er zu einem der 25 Barone gewählt, die die Einhaltung der Bestimmungen der Magna Carta durch den König überwachen sollten. Als sich der Konflikt zwischen dem König und der Adelsopposition zum Ersten Krieg der Barone ausweitete, wurde Richard am 26. Juni 1215 als Gegner des Königs von Papst Innozenz III. exkommuniziert. Während des Kriegs der Barone blieb er auf der Seite der Rebellen und unterwarf 1216 mit anderen Baronen Yorkshire für den französischen Prinzen Ludwig, dem die Rebellen den englischen Thron angeboten hatten. Der Regentschaftsrat, der nach Johanns Tod im Oktober 1216 für den unmündigen Heinrich III. die Regierung führte, vergab deshalb die Rechte an seinen Besitzungen am 11. Mai 1217 an seinen Neffen William. Erst nach dem Frieden von Lambeth unterwarf sich Richard am 2. November 1217 dem neuen König, worauf er seine Ländereien zurückerhielt.

## Späteres Leben
1218 unterstützte Percy die Belagerung des königlichen Newark Castle, dessen Constable Ralph de Gaugi die Burg nach Ende des Bürgerkriegs nicht dem Regentschaftsrat übergeben wollte, und während der Rebellion von William de Forz wurde er 1221 mit zwei anderen Baronen beauftragt, Skipton Castle zu zerstören. 1224 unterstützte er den König bei der Niederschlagung der Rebellion von Falkes de Bréauté. 1230 nahm er am erfolglosen Frankreichfeldzug des Königs teil. Obwohl er an den Sitzungen des Parlaments teilnahm, blieb er während der Regierung von Heinrich III. meist politisch zurückhaltend.

## Heiraten und Erbe
In erster Ehe heiratete er Alice, deren Herkunft unbekannt ist. Nach ihrem Tod heiratete er Agnes de Neville, eine Tochter von Geoffrey de Neville von Raby Castle. Er hatte einen Sohn Henry, der jedoch wohl unehelich war, denn sein Erbe wurde sein Neffe William. Richard war ein Förderer von Sawley Abbey und von Fountains Abbey, wo er begraben werden wollte.